# Гевгелийски народоосвободителен партизански отряд „Сава Михайлов“
Гевгелийският народоосвободителен партизански отряд „Сава Михайлов“ (на македонската езикова норма: Гевгелиски народноослободителен партизански одред „Сава Михајлов“) е комунистическа партизанска единица във Вардарска Македония, част от така наречената Народоосвободителна войска на Македония.

## Дейност
Партизанският отряд е формиран през май 1943 година в Кожух планина от около 50 души от Гевгели и село Богданци. На 17 май нападат Радня и раздават реквизираното жито на местните селяни. Заедно с Тиквешкия партизански отряд провеждат акции в Тиквешко между 28 май – 10 юни 1943 година в селата Драгожел, Праведник, Шешково, Галище, Голем Радобил и Мал Радобил. Води сражения с български части в Дреново на 9 юни, в Никодин и Фариш на 10 юни и по пътя Градско-Прилеп на 11 – 12 юни. На 24 септември 1943 година се присъединява към Народоосвободителния батальон „Страшо Пинджур“.

## Дейци
- Найдо Стаменин